# The Port of Missing Girls
The Port of Missing Girls è un film muto del 1928 diretto da Irving Cummings.

## Produzione
Il film fu prodotto dalla Brenda Pictures Corporation.

## Distribuzione
Il copyright del film, richiesto dalla Brenda Pictures Corp., fu registrato il 4 febbraio 1928 con il numero LP24954.
Distribuito dalla Brenda Pictures Corporation e presentato da Walter Greene, il film uscì nelle sale cinematografiche statunitensi nel marzo 1928.